# 496 (tal)

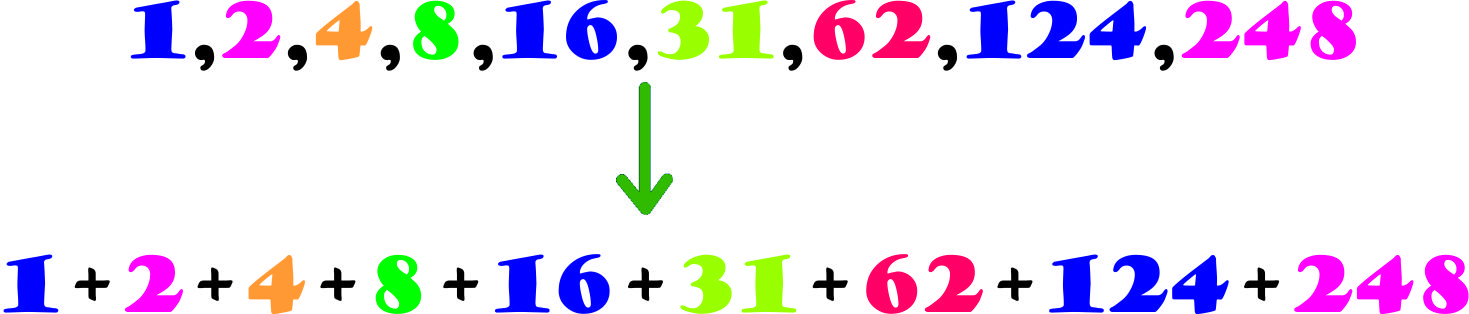
496 är det tredje perfekta talet, dvs. ett tal som bildas vid addition av sina delare.

496 är det naturliga talet som följer 495 och som följs av 497.
- Hexadecimalt: 1F0
- Binärt: 111110000
- Delare: 1, 2, 4, 8, 16, 31, 62, 124, 248 och 496
- 496 har primfaktoriseringen 24 · 31
- Summan av delarna: 992
- 496 är ett jämnt tal.
- 496 är det tredje perfekta talet, 496 = 1 + 2 + 4 + 8 + 16 + 31 + 62 + 124 + 248.
- 496 är det 31:a triangeltalet.
- 496 är det 16:e hexagonala talet.
- 496 är ett centrerat nonagontal.

## Inom vetenskapen
- 496 Gryphia, en asteroid